# Sigourney Weaver
Sigourney Weaver (születési nevén Susan Alexandra Weaver) (Manhattan, New York, 1949. október 8. –) kétszeresen Golden Globe-díjas és BAFTA-díjas, háromszorosan Oscar-díjra jelölt amerikai színésznő, filmproducer. 
Legismertebb szerepei Ellen Ripley hadnagy az Alien-filmekben, Dana Barrett a Szellemirtók-filmsorozatban, valamint Dr. Grace Augustine / Kiri az Avatar-filmekben.

## Fiatalkora és családja
Édesanyja Elizabeth Inglis (született Desiree Mary Lucy Hawking, elhunyt 2007-ben), angol színésznő. Édesapja az NBC televízió igazgatója, a skót származású amerikai Sylvester "Pat" L. Weaver (elhunyt 2002-ben). Nagybátyja Doodles Weaver, színész és komikus volt. Ő kezdte el a Sigourney Weaver nevet használni a 14 éves Susanra F. Scott Fitzgerald A nagy Gatsby című novellájának egyik mellékszereplője, Sigourney Howard után.
Weaver az Ethel Walker iskolába járt, ami egy előkészítő iskola Simsburyben (Connecticut), ahol rendszeresen volt tréfák céltáblája strébersége és magassága miatt. 13 évesen már 175 cm magas volt, de felnőtt koráig mindössze már csak néhány cm-t nőtt. 1972-ben diplomázott a Stanford Egyetemen, majd a Yale Egyetem dráma iskolájában tanult 1974-ig. Itt feltűnt Stephen Sondheim A békák című komédiájának kórusában és egy másik produkcióban, római katonák egyikeként, illetve később barátja és osztálytársa, Christopher Durang darabjaiban. 1981-ben Durang egy komédiájában (Beyond Therapy) szerepelt az épp feltörekvő Jerry Zaks rendezésében.
Folyékonyan beszél franciául és németül.

## Pályafutása

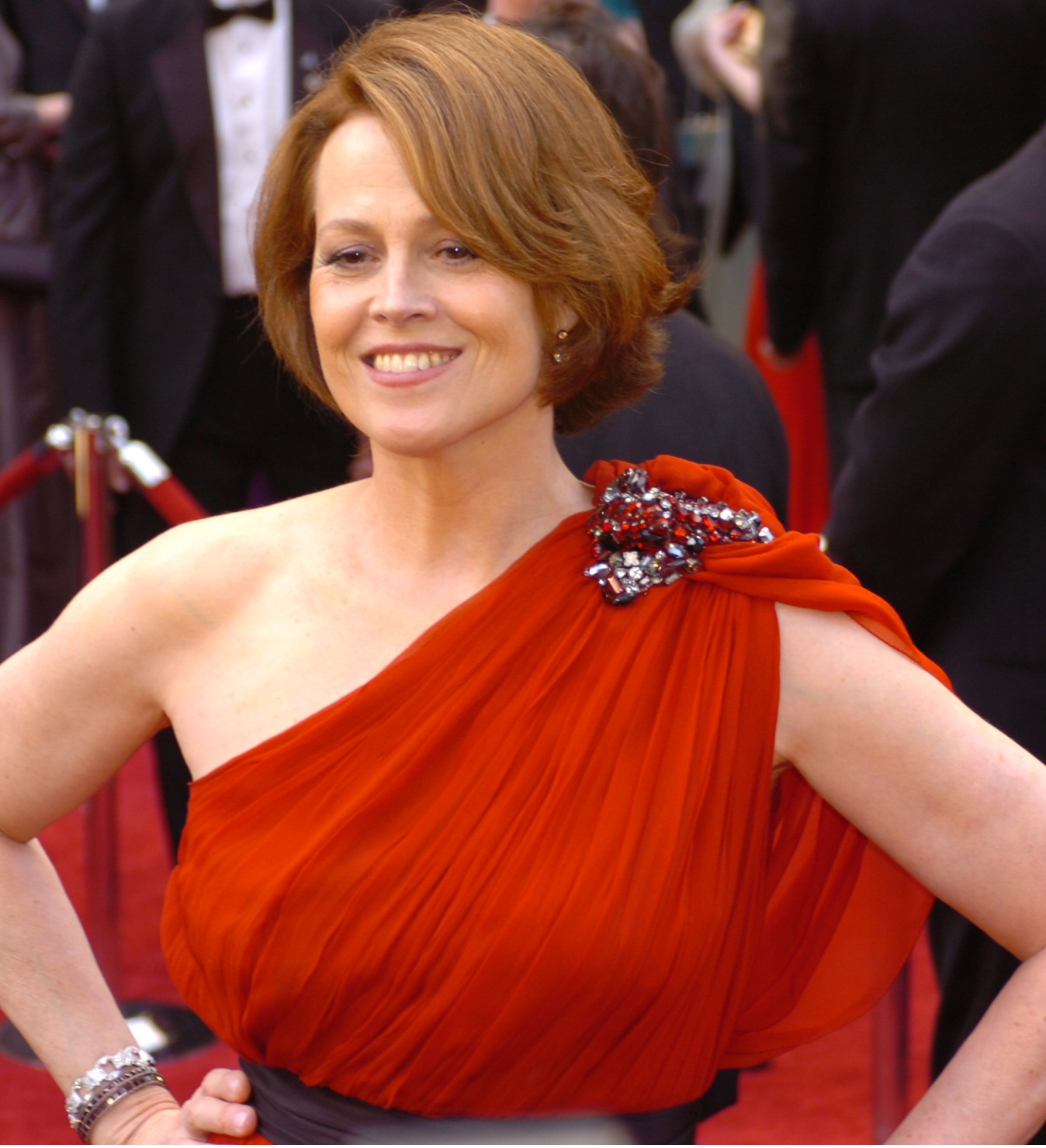
Sigourney Weaver 2010-ben

Bár Weaver számos olyan, kritikusok által is elismert mozifilmben játszott, mint a Gorillák a ködben, Jégvihar, Dave vagy A veszélyes élet éve, leginkább a hatalmas kasszasikerű Alien filmekben játszott Ellen Ripley altiszt/hadnagy szerepében ismerjük. Ripley-ként először Ridley Scott A nyolcadik utas: a Halál című filmjében jelent meg 1979-ben, majd a A bolygó neve: Halál, A végső megoldás: Halál és az Alien 4. – Feltámad a Halál című folytatásokban. Ripley szerepéért jelölték Oscar-díjra a „legjobb színésznő” kategóriában. További két filmben játszott szerepéért kapott Oscar jelölést 1989-ben, a Dolgozó lány és a Gorillák a ködben című filmek főszerepéért. Geena Davis és Jodie Foster mellett maradt alul az Oscarért folyó harcban, de mindkét szerepért elnyerte a Golden Globe-díjat.
A színésznő a Szellemirtók és Szellemirtók 2. című filmekben Dana Barrett szerepét játszotta, majd 1995-ben a Tökéletes másolat című thrillerben Helen Hudsont, egy agorafóbiás kriminálpszichológust. A '90-es években a legjobban fizetett színésznők közé tartozott. A védjegyeként ismert Ripley szerepek mellett Weaver inkább a kisebb szerepekre koncentrált, mint például 1999-ben a Világtérkép vagy 2006-ban a Hósüti. Több komikus filmben is játszott, Jeffrey – valami más (1994), Galaxy Quest – Galaktitkos küldetés (1999), vagy a Szívtiprók (2001), ahol Jennifer Love Hewittal játszott együtt.
1997-ben BAFTA-díjat kapott Ang Lee Jégvihar című filmjében játszott mellékszerepéért. 2003-ban 20. helyre jutott a Channel 4 által indított „Minden idők 100 legnagyobb mozisztárja” szavazáson. Audrey Hepburn mellett csak ők ketten nők kerültek be a legjobb húsz közé. Abban az évben ő játszotta az igazgató szerepét a Stanley, a szerencse fia című filmben. 2006-ban visszatért Ruandába a BBC Gorillas revisited című dokumentumfilm elkészítésére. Weavert felkérték A vádlottak című film főszerepére, de ő túl erőszakosnak ítélte a film tartalmát, amit végül Jodie Foster játszott el. Bryan Singer eredetileg őt akarta Emma Frost szerepére az X-Men: Az ellenállás vége című filmben, de Singer később elhagyta a projektet és az Emma Frost-ötletet elvetették. 2008-ban vendégszereplő volt az Eli Stone című tv show-ban, 2009-ben szerepelt élete első televízióra készült filmjében, a Prayers for Bobbyban. Többször adta hangját televíziós és mozifilmekhez, animációs filmekhez, mint például a Disney és Pixar által készített WALL·E című animációs filmben.

## Díjak
Az Alien filmek miatti Oscar-jelölések mellett, még két másik díjra jelölték pályafutása során. Ezzel Weaver a tizenegy olyan színész/színésznő között van, akik ugyanazon évben két jelölést is kaptak. Jelölték őt a legjobb színésznő kategóriában Dian Fossey szerepéért a Gorillák a ködben című filmből, valamint a legjobb mellékszereplő kategóriában Katherine Parker szerepéért a Dolgozó lányban. Végül nem nyerte el egyik díjat sem, mert az előbbit Jodie Foster kapta A vádlottak című filmben, az utóbbit pedig Geena Davis Az alkalmi turista című filmben játszott szerepéért. Azonban Weaver mindkét szerepért megkapta a Golden Globe-díjat, ezzel a sikerrel egyike azon négy színésznőnek, akik ugyanabban az évben két Golden Globe-díjat kaptak. Weaver Golden Globe-díja a legjobb női főszereplő (filmdráma) kategóriában az eddigi egyetlen olyan eset volt a fontosabb díjazások történetében, hogy hármas döntetlen alakult ki: Weaver Jodie Fosterrel és Shirley MacLaine-nel együtt nyerte el a díjat. Azzal, hogy az 1989-es Oscar-díj átadáson mindkét kategóriában más színész kapta meg a díjat, Sigourney Weaver az első személy, aki kétszer veszített ugyanazon a ceremónián. Azóta három ember volt még ilyen dupla vesztes: Emma Thompson 1994-ben, Julianne Moore 2003-ban és Cate Blanchett 2008-ban.

## Magánélete
Sigourney Weaver 1984. október 1-jén ment hozzá Jim Simpson filmrendezőhöz. Egy lányuk van, Charlotte Simpson, aki 1990. április 13-án született.
A Gorillák a ködben című filmben játszott szerepe után Weaver a Dian Fossey Nemzetközi Gorilla Alapítvány támogatója lett és ma is az alapítvány tiszteletbeli elnöke. A színésznő aktív környezetvédő. 2006 októberében nemzetközi figyelemfelhívást tett egy konferencián az Egyesült Nemzetek Általános Gyűlésének politikai tanácskozásának elején. Felvázolta az óceáni élőhelyeket fenyegető veszélyeket, melyeket a mélytengeri illetve az ipari méretű halászat okoz. Weaver narrátora volt a BBC/Discovery Channel által sugárzott Bolygónk, a Föld című televíziós sorozatnak. 2008. április 8-án háziasszonya volt a "Trickle Up" nevű szervezet éves gálájának a "Rainbow Room" étteremben. Ez a szervezet a nagy szegénységben élőkre fordítja figyelmét, elsősorban nőkre és mozgássérültekre.
Weaver támogatott különböző demokrata politikusokat, beleértve Ted Kennedy és Barbara Boxer szenátorokat. Barack Obama 2008-as elnöki kampányát is támogatta.

## Filmográfia

### Film
| Év   | Magyar cím                          | Eredeti cím                    | Szerep                                       | Magyar hang          | Rendező                      |
| ---- | ----------------------------------- | ------------------------------ | -------------------------------------------- | -------------------- | ---------------------------- |
| 1977 | Annie Hall                          | Annie Hall                     | Alvy barátnője a mozi előtt                  | nem szólal meg       | Woody Allen                  |
| 1978 |                                     | Madman                         | Gale                                         |                      | Dan Cohen                    |
| 1979 | A nyolcadik utas: a Halál           | Alien                          | Ellen Ripley                                 | Menszátor Magdolna   | Ridley Scott (1.)            |
| 1979 | A nyolcadik utas: a Halál           | Alien                          | Ellen Ripley                                 | Farkas Zsuzsa        | Ridley Scott (1.)            |
| 1981 | Vigyázó szemek (Átverés)            | Eyewitness                     | Tony Sokolow                                 | Radó Denise          | Peter Yates                  |
| 1982 | A veszélyes élet éve                | The Year of Living Dangerously | Jill Bryant                                  | Fazekas Zsuzsa       | Peter Weir                   |
| 1983 | Az évszázad üzlete                  | Deal of the Century            | Catherine DeVoto                             | Kocsis Mariann       | William Friedkin             |
| 1984 | Szellemirtók                        | Ghost Busters                  | Dana Barrett                                 | Tóth Enikő           | Ivan Reitman (1.)            |
| 1984 | Szellemirtók                        | Ghost Busters                  | Dana Barrett                                 | Nyírő Beáta          | Ivan Reitman (1.)            |
| 1984 | Szellemirtók                        | Ghost Busters                  | Dana Barrett                                 | Pálfi Kata           | Ivan Reitman (1.)            |
| 1985 | Egy nő vagy kettő                   | Une Femme ou Deux              | Jessica Fitzgerald                           | Farkas Zsuzsa        | Daniel Vigne                 |
| 1985 | Egy nő vagy kettő                   | Une Femme ou Deux              | Jessica Fitzgerald                           | Kisfalvi Krisztina   | Daniel Vigne                 |
| 1986 | Diplomás örömlány                   | Half Moon Street               | Dr. Lauren Slaughter                         | Fehér Anna           | Bob Swaim                    |
| 1986 | A bolygó neve: Halál                | Aliens                         | Ellen Ripley                                 | Farkas Zsuzsa        | James Cameron (1.)           |
| 1986 | A bolygó neve: Halál                | Aliens                         | Ellen Ripley                                 | Menszátor Magdolna   | James Cameron (1.)           |
| 1988 | Gorillák a ködben                   | Gorillas in the Mist           | Dian Fossey                                  | Kocsis Mariann       | Michael Apted                |
| 1988 | Dolgozó lány                        | Working Girl                   | Katharine Parker                             | Farkas Zsuzsa        | Mike Nichols                 |
| 1989 | Szellemirtók 2.                     | Ghost Busters II               | Dana Barrett                                 | Fehér Anna           | Ivan Reitman (2.)            |
| 1992 | A végső megoldás: Halál             | Alien 3                        | Ellen Ripley                                 | Menszátor Magdolna   | David Fincher                |
| 1992 | 1492 – A Paradicsom meghódítása     | 1492: Conquest of Paradise     | Izabella királynő                            | Csere Ágnes          | Ridley Scott (2.)            |
| 1992 | 1492 – A Paradicsom meghódítása     | 1492: Conquest of Paradise     | Izabella királynő                            | Menszátor Magdolna   | Ridley Scott (2.)            |
| 1993 | Dave                                | Dave                           | Ellen Mitchell                               | Radó Denise          | Ivan Reitman (3.)            |
| 1994 | A halál és a lányka                 | Death and the Maiden           | Paulina Escobar                              | Fehér Anna           | Roman Polański               |
| 1995 | Tökéletes másolat                   | Copycat                        | Helen Hudson                                 | Radó Denise          | Jon Amiel                    |
| 1995 | Jeffrey – valami más                | Jeffrey                        | Debra Moorhouse                              | Radó Denise          | Christopher Ashley           |
| 1997 | Jégvihar                            | The Ice Storm                  | Janey Carver                                 | Kiss Erika           | Ang Lee                      |
| 1997 | Alien 4. – Feltámad a Halál         | Alien Resurrection             | Ellen Ripley                                 | Menszátor Magdolna   | Jean-Pierre Jeunet           |
| 1999 | Világtérkép                         | A Map of the World             | Alice Goodwin                                | Kovács Nóra          | Scott Elliott                |
| 1999 | Galaxy Quest – Galaktitkos küldetés | Galaxy Quest                   | Gwen DeMarco                                 | Spilák Klára         | Dean Parisot                 |
| 2000 | Botcsinálta ügynök                  | Company Man                    | Daisy Quimp                                  |                      | Peter Askin                  |
| 2000 | Botcsinálta ügynök                  | Company Man                    | Daisy Quimp                                  | Douglas McGrath (1.) |                              |
| 2001 | Szívtiprók                          | Heartbreakers                  | Angela Nardino / Max Conners / Ulga Yevanova | Menszátor Magdolna   | David Mirkin                 |
| 2001 |                                     | Big Bad Love                   | Betti DeLoreo (hangja)                       | –                    | Arliss Howard                |
| 2002 | Mostohám a zsánerem                 | Tadpole                        | Eve Grubman                                  | Tóth Enikő           | Gary Winick                  |
| 2002 | A torony hősei                      | The Guys                       | Joan                                         | Kocsis Mariann       | Jim Simpson                  |
| 2003 | Stanley, a szerencse fia            | Holes                          | Walker börtönigazgató                        | Kovács Nóra          | Andrew Davis                 |
| 2004 | Családom titkai                     | Imaginary Heroes               | Sandy Travis                                 | Menszátor Magdolna   | Dan Harris                   |
| 2004 | A falu                              | The Village                    | Alice Hunt                                   | Borbás Gabi          | M. Night Shyamalan           |
| 2006 | Hósüti                              | Snowcake                       | Linda Freeman                                | Menszátor Magdolna   | Marc Evans                   |
| 2006 | TV játék                            | The TV Set                     | Lenny                                        | Menszátor Magdolna   | Jake Kasdan                  |
| 2006 | A hírhedt                           | Infamous                       | Babe Paley                                   | Menszátor Magdolna   | Douglas McGrath (2.)         |
| 2006 | Fedőneve: Pipő                      | Happily N'Ever After           | Frieda (hangja)                              | Radó Denise          | Paul J. Bolger               |
| 2006 | Fedőneve: Pipő                      | Happily N'Ever After           | Frieda (hangja)                              | Radó Denise          | Yvette Kaplan                |
| 2007 | Lány a parkban                      | The Girl in the Park           | Julia Sandburg                               | Kovács Nóra          | David Auburn                 |
| 2008 | Nyolc tanú                          | Vantage Point                  | Rex Brooks                                   | Menszátor Magdolna   | Pete Travis                  |
| 2008 | Tekerd vissza, haver!               | Be Kind Rewind                 | Ms. Lawson                                   | Menszátor Magdolna   | Michel Gondry                |
| 2008 | Bébi mama                           | Baby Mama                      | Chaffee Bicknell                             | Menszátor Magdolna   | Michael McCullers            |
| 2008 | WALL·E                              | WALL-E                         | Axiom fedélzeti számítógépe (hangja)         | Menszátor Magdolna   | Andrew Stanton (1.)          |
| 2008 | Cincin lovag                        | The Tale of Despereaux         | narrátor (hangja)                            | Bencze Ilona         | Robert Stevenhagen           |
| 2009 | Avatar                              | Avatar                         | Dr. Grace Augustine                          | Menszátor Magdolna   | James Cameron (2.)           |
| 2010 | Kívülről őrült                      | Crazy on the Outside           | Vicky                                        | Menszátor Magdolna   | Tim Allen                    |
| 2010 | Már megint Te?!                     | You Again                      | Ramona Clark                                 | Menszátor Magdolna   | Andy Fickman                 |
| 2011 | Céges buli                          | Cedar Rapids                   | Macy Vanderhei                               | Menszátor Magdolna   | Miguel Arteta                |
| 2011 | Paul                                | Paul                           | A nagy ember                                 | Menszátor Magdolna   | Greg Mottola                 |
| 2011 | Elhurcolva                          | Abduction                      | Dr. Bennett                                  | Menszátor Magdolna   | John Singleton               |
| 2011 | Rampart                             | Rampart                        | Joan Confrey                                 | Menszátor Magdolna   | Oren Moverman                |
| 2011 | Ház az erdő mélyén                  | The Cabin in the Woods         | A rendező                                    | Menszátor Magdolna   | Drew Goddard                 |
| 2012 | A gyilkos médium                    | Red Lights                     | Margaret Matheson                            | Menszátor Magdolna   | Rodrigo Cortés               |
| 2012 | Az igazság nyomában                 | The Cold Light of Day          | Jean Carrack                                 | Menszátor Magdolna   | Mabrouk El Mechri            |
| 2012 | Vámpírcsajok                        | Vamps                          | Cisserus                                     | Menszátor Magdolna   | Amy Heckerling               |
| 2014 | Exodus: Istenek és királyok         | Exodus: Gods and Kings         | Tuja királyné                                | Menszátor Magdolna   | Ridley Scott (3.)            |
| 2015 | Chappie                             | Chappie                        | Michelle Bradley                             | Menszátor Magdolna   | Neill Blomkamp               |
| 2016 | Szenilla nyomában                   | Finding Dory                   | önmaga (cameo hangja)                        | Kautzky Armand       | Andrew Stanton (2.)          |
| 2016 | Szellemirtók                        | Ghostbusters                   | Dr. Rebecca Gorin (cameo)                    | Menszátor Magdolna   | Paul Feig                    |
| 2016 | Váratlan jóbarát                    | A Monster Calls                | Nagymama                                     | Menszátor Magdolna   | Juan Antonio Bayona          |
| 2016 | Mindenáron gyilkos                  | The Assignment                 | Dr. Rachel Jane                              | Menszátor Magdolna   | Walter Hill                  |
| 2017 | A Meyerowitz-történetek             | The Meyerowitz Stories         | önmaga (cameo)                               | –                    | Noah Baumbach                |
| 2020 | Egy évem Salingerrel                | My Salinger Year               | Margaret                                     | Radó Denise          | Philippe Falardeau           |
| 2021 | Egy jóravaló ház                    | The Good House                 | Hildy Good                                   | Menszátor Magdolna   | Maya Forbes Wally Wolodarsky |
| 2021 | Szellemirtók – Az örökség           | Ghostbusters: Afterlife        | Dana Barrett                                 | Menszátor Magdolna   | Jason Reitman                |
| 2022 | Avatar: A víz útja                  | Avatar: The Way of Water       | Kiri                                         | Mentes Júlia         | James Cameron (3.)           |
| 2022 | Avatar: A víz útja                  | Avatar: The Way of Water       | Dr. Grace Augustine                          | Menszátor Magdolna   | James Cameron (3.)           |
| 2022 | Hívd Jane-t                         | Call Jane                      | Virginia                                     | Menszátor Magdolna   | Phyllis Nagy                 |
| 2022 | A főkertész                         | Master Gardener                | Mrs. Haverhill                               | Menszátor Magdolna   | Paul Schrader                |
| 2025 | A szurdok                           | The Gorge                      | Bartholomew                                  |                      | Scott Derrickson             |
| 2025 |                                     | Avatar: Fire and Ash           | Kiri                                         |                      | James Cameron (4.)           |

Dokumentum- és rövidfilmek
| Év   | Cím                                                             | Szerep               | Megjegyzések        |
| ---- | --------------------------------------------------------------- | -------------------- | ------------------- |
| 1988 | Helmut Newton: Frames from the Edge                             | önmaga               | dokumentumfilm      |
| 1999 | Why Dogs Smile & Chimpanzees Cry                                | narrátor             | dokumentumfilm      |
| 2001 | The Roman Empire in the First Century                           | narrátor             | dokumentumfilm      |
| 2003 | Search for the Afghan Girl                                      | narrátor             | dokumentumfilm      |
| 2006 | Bolygónk, a Föld (Planet Earth)                                 | narrátor             | dokumentumfilm      |
| 2006 | Gorillas Revisited                                              | önmaga               | dokumentumfilm      |
| 2009 | ACID TEST: The Global Challenge of Ocean Acidification          | narrátor (hangja)    | dokumentumfilm      |
| 2014 | My Depression (The Up and Down and Up of It)                    | Swados (hangja)      | animációs rövidfilm |
| 2015 | Ingrid Bergman: In Her Own Words                                | önmaga               | dokumentumfilm      |
| 2016 | The Beatles: A hét nyolc napja (The Beatles: Eight Days a Week) | önmaga               | dokumentumfilm      |
| 2017 | Laddie: The Man Behind the Movies                               | önmaga               | dokumentumfilm      |
| 2017 | Dian Fossey: Secrets in the Mist                                | Dian Fossey (hangja) | dokumentumfilm      |
| 2017 | Rakka                                                           | Jasper               | rövidfilm           |
| 2018 | Ilyen lesz a jövőnk!? (Dream the Future)                        | narrátor             | dokumentumfilm      |
| 2019 | Cleanin' Up the Town: Remembering Ghostbusters                  | önmaga               | dokumentumfilm      |
| 2021 | A bálnák titkai (Secrets of the Whales)                         | narrátor             | dokumentumfilm      |

### Televízió
| Év        | Magyar cím                            | Eredeti cím                         | Szerep                    | Megjegyzések                                             |
| --------- | ------------------------------------- | ----------------------------------- | ------------------------- | -------------------------------------------------------- |
| 1976      |                                       | Somerset                            | Avis Ryan                 | 1 epizód                                                 |
| 1986–2010 | Saturday Night Live                   | Saturday Night Live                 | önmaga (házigazda)        | 2 epizód                                                 |
| 1997      | Hófehérke – A terror meséje           | Snow White: A Tale of Terror        | Lady Claudia Hoffman      | - tévéfilm - magyar hangja: - Kovács Nóra                |
| 2002      | Futurama                              | Futurama                            | űrhajó (hangja)           | 1 epizód                                                 |
| 2008      | Eli Stone                             | Eli Stone                           | terapeuta                 | 1 epizód                                                 |
| 2009      | Imák Bobbyért                         | Prayers for Bobby                   | Mary Griffith             | - tévéfilm - magyar hangja: - Menszátor Magdolna         |
| 2012      |                                       | Political Animals                   | Elaine Barrish            | minisorozat (6 epizód)                                   |
| 2015      | Penn Zero, a félállású hős            | Penn Zero: Part-Time Hero           | Lady Starblaster (hangja) | 1 epizód                                                 |
| 2015–2017 | Doc Martin                            | Doc Martin                          | Beth Traywick             | 2 epizód                                                 |
| 2017      | A Védelmezők                          | The Defenders                       | Alexandra Reid            | 6 epizód                                                 |
| 2019      |                                       | Full Frontal with Samantha Bee      | Ripley                    | 1 epizód                                                 |
| 2019      | SpongyaBob Kockanadrág                | SpongeBob SquarePants               | önmaga                    | Spongyabob szenzációs szülinapi szuperbulija különkiadás |
| 2019      | A Sötét Kristály – Az ellenállás kora | The Dark Crystal: Age of Resistance | The Myth Speaker (hangja) | 1 epizód                                                 |
| 2020      | Hívd az ügynökömet!                   | Call My Agent!                      | önmaga                    | 1 epizód                                                 |
| 2023      | Szirmokba zárt szavak                 | The Lost Flowers of Alice Hart      | June Hart                 | minisorozat (7 epizód) vezető producer                   |